# Peppermint Crisp
Peppermint Crisp est le nom d'une barre de chocolat au lait remplie d'une multitude de cylindres minces de  craquelins à la menthe, formés d'une concoction cristalline en sucre cassante extrudée dans de fins tubes creux. Inventée en Afrique du Sud par Wilson-Rowntree dans les années 1960, elle a finalement été rachetée et fabriquée par Nestlé Afrique du Sud. Barre de chocolat extrêmement populaire en Afrique du Sud pendant de nombreuses décennies, elle fait désormais partie de la culture de ce pays, non seulement comme confiserie, mais aussi comme garniture populaire utilisée dans la pâtisserie et les desserts.

## Caractéristiques générales et diffusion
La Peppermint Crisp est vendue en Afrique du Sud sous forme de barre de 49 grammes et de plaque de 150 grammes. En Nouvelle-Zélande, elle est vendue sous forme de barre de 49 grammes et en Australie sous forme de barre de 35 grammes. En Afrique du Sud, elle constitue la base de la tarte croustillante au caramel et à la menthe poivrée, un dessert glacé sud-africain extrêmement populaire. Ce chocolat est également populaire comme garniture sur les gâteaux éponge et les cupcakes. Nestlé South Africa vend également une glace contenant des éclats de Peppermint Crisp, ainsi qu'une garniture de dessert Peppermint Crisp. Burger King South Africa vend un dessert fusion contenant de la glace à la vanille et des éclats de Peppermint Crisp tandis que Krispy Kreme South Africa vend un beignet gourmet Peppermint Crisp Tart très apprécié.

## Usages en cuisine
Le chocolat  Peppermint Crisp peut être utilisé comme ingrédient dans les cheesecakes au chocolat et à la menthe, et en morceaux pour décorer le dessus de la pavlova meringuée ou du cheesecake. Comme dans son Afrique du Sud natale, la barre chocolatée populaire est également utilisée comme garniture écrasée sur les gâteaux pavlova ou d'autres gâteaux en Australie et en Nouvelle-Zélande. James et Melanie Maddock ont utilisé du Peppermint Crisp sur leur dessert lors d'un défi culinaire dans l'émission de cuisine My Kitchen Rules.